# Connétable de Castille

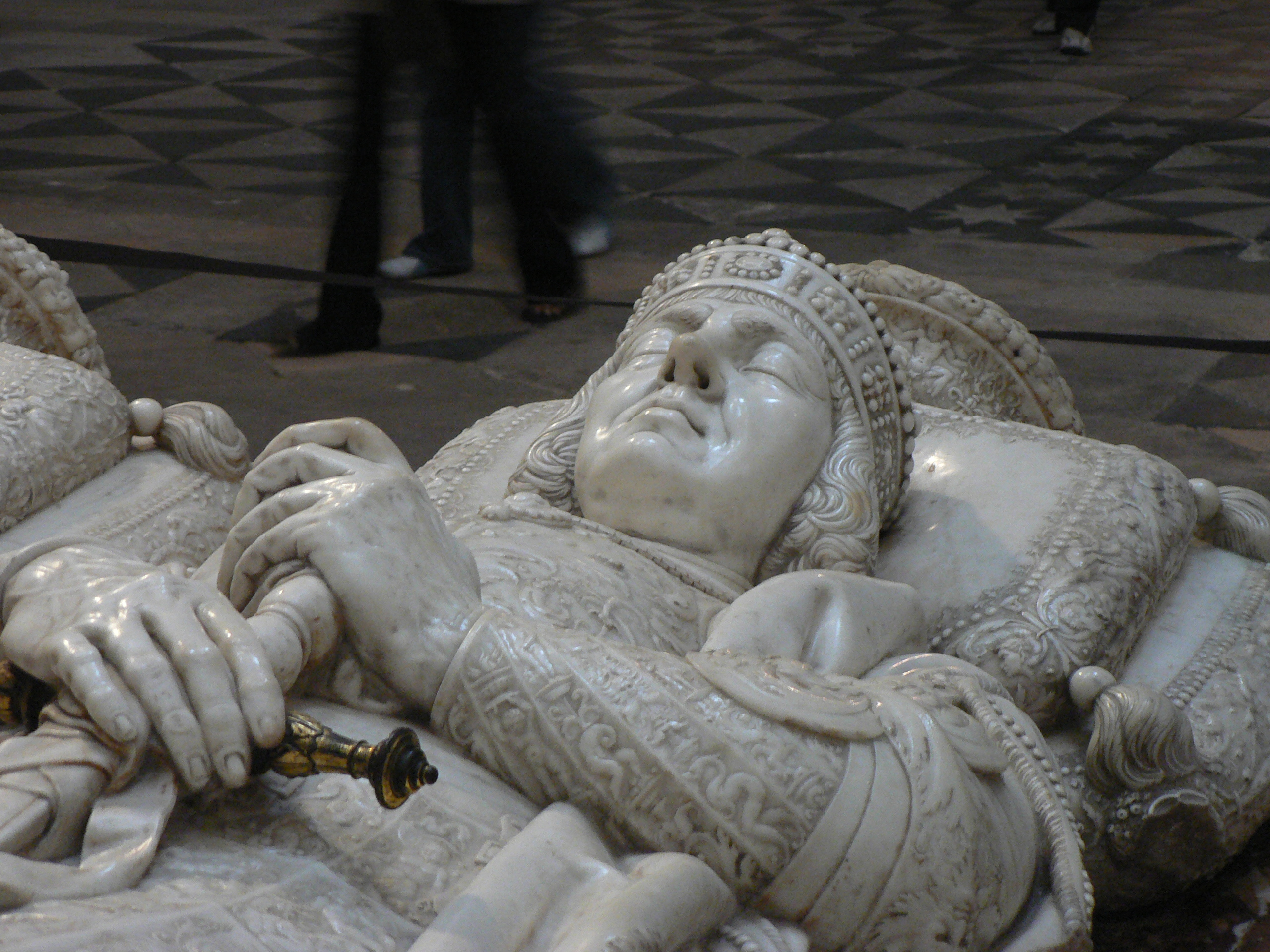
Pedro Fernández III de Velasco (1473-1492)

La dignité de connétable de Castille est créée en 1382 par le roi Jean Ier de Castille en remplacement de celle d’Alférez Mayor del Reino. Le connétable a la haute main sur l’armée, qu’il commande en l’absence du souverain. Le titulaire de cette dignité est en droit de porter la bannière et la masse d'armes du souverain, ainsi que d'arborer les armoiries de ce dernier.
À compter de 1473, le roi Henri IV de Castille rend le titre purement honorifique et héréditaire: les connétables sont par la suite membres de la famille des Velasco, ducs de Frías.

## Liste des connétables de Castille
1. Alphonse d'Aragon et de Foix (1382-1391);
2. Pedro Enríquez de Castro (?-1400), 4e comte de Lemos, Trastamare et Sarria;
3. Ruy López Dávalos (1400-1423);
4. Álvaro de Luna (1423-1453);
5. Miguel Lucas de Iranzo (1458-1473);
6. Pedro Fernández III de Velasco (1473-1492);
7. Bernardino I Fernández de Velasco (1492-1512);
8. Íñigo Fernández de Velasco y Mendoza (1512-1528), 2e Duc de Frías et Grand d'Espagne, 4e comte de Haro (es), Grand connétable de Castille ;
9. Pedro IV Fernández de Velasco (1528-1559);
10. Íñigo Tovar y Velasco (1559-1585);
11. Juan Fernández de Velasco y Tovar (1585-1613);
12. Bernardino Fernández de Velasco y Tovar (es) (1613-1652);
13. Íñigo Melchor Fernández de Velasco y Guzmán (1652-1696)
14. José Fernández de Velasco y Tovar (1696-1713).